# Дажал
Дажал (азерб. Dəjəl, ранее — азерб. Dəcəl, азерб. Дәҹәл) — село в Шукюрбейлинском сельском административно-территориальном округе Джебраильского района Азербайджана, расположенное на равнине, в 11 км к юго-востоку от города Джебраил.

## Топонимика
В 1917 году село было зафиксировано как Дежаг. В ряде диалектов азербайджанского языка слово «дежаг» означает «прицел».

## История
Согласно местному преданию, село было основано Ахмед-ханом, братом Шыхали-аги, который был главой семей, основавших село Шыхалиагалы к югу.
В годы Российской империи село входило в состав Джебраильского уезда Елизаветпольской губернии.
В советские годы село входило в состав Джебраильского района Азербайджанской ССР. В результате Первой карабахской войны в августе 1993 года перешло под контроль непризнанной Нагорно-Карабахской Республики.
Вечером 4 октября 2020 года, в эфире государственного телеканала АзТВ президент Азербайджана Ильхам Алиев в обращении к народу заявил, что азербайджанская армия взяла девять сёл Джебраилского района: Кархулу, Шукюрбейли, Черекен, Дашкесан, Хоровлу, Махмудлу, Джафарабад, Юхары-Маралян и Дажал. BBC сообщает, что все взятые, по данным Азербайджана, на юге сёла, судя по спутниковым снимкам, лежат в руинах и полностью или почти полностью заброшены с тех пор, как в начале 1990-х азербайджанское население их покинуло, спасаясь от наступавших армян.